# Tekken (film, 2010)
Pour les articles homonymes, voir Tekken (homonymie).
Ne doit pas être confondu avec Taken (film).
Série
Tekken 2: Kazuya's Revenge
(2014)
Pour plus de détails, voir Fiche technique et Distribution.
Tekken est un film américano-japonais réalisé par Dwight H. Little en 2009, basé sur la série de jeux vidéo de combat Tekken. Le film est sorti au Japon le 20 mars 2010, avant de sortir en direct-to-video aux États-Unis et en Europe.

## Résumé
Dans un futur proche, une guerre mondiale a détruit toute trace de notre civilisation actuelle, et des sociétés font office de gouvernements, la plus puissante étant Tekken, contrôlée par Heihachi Mishima. Pour contrôler les populations, Mishima organise le King of Iron Fist Tournament, où tous les participants s’affrontent jusqu’à ce qu’il n’en reste qu’un, gagnant le droit à une vie de rêve à Tekken City.
Jin Kazama, un adolescent vivant de trafic et de marché noir, vit dans les bidonvilles autour de Tekken City avec sa mère, Jun, qui l’a formé aux arts martiaux. Repéré par les forces de Kazuya Mishima, le fils de Heihachi chargé de la sécurité, il échappe de peu à la destruction de son quartier, où sa mère meurt. Il récupère les affaires qui ont échappé à la destruction de sa maison, avant de tenter sa chance au prochain tournoi Tekken.
Pour cela, il doit battre le qualifié en titre venant des bidonvilles, Marshall Law, dans un combat en cage. Il y parvient non sans mal, et Steve Fox, l’organisateur du combat, le prend sous son aile. Il rencontre ainsi les autres participants, représentant chacun un des consortiums contrôlant le monde. Pour son premier combat, Jin bat Miguel Rojo, et fait sensation. Heihachi et Kazuya sont intrigués par le jeune homme, reconnaissant son style de combat. Kazuya découvre rapidement qu’il est le fils de Jun, et donc qu’il serait le père du garçon. Le soir même, il flirte avec Christie Monteiro, qui ne tarde pas à le sauver d’une tentative d’assassinat des sœurs Williams, Anna et Nina. Steve comprend alors à son tour le lien entre Jin et les Mishima, et avoue qu’il a autrefois participé au tournoi comme Jun, qui un jour fut battue et violée par Kazuya, qui a ordonné la mort de Jin. Celui-ci est furieux.
Quand Kazuya force Jin à affronter Yoshimitsu, un samouraï, Heihachi comprend que Kazuya a truqué le tirage des combats, mais celui-ci le fait arrêter. Jin parvient à gagner, mais il est arrêté avec tous les autres participants. Avec l’aide de Raven et Heihachi, Steve, Jin et Christie tentent de fuir, mais en vain. Steve est tué, et Kazuya fait exécuter son père, prenant ainsi le contrôle du tournoi et annonçant que les combats seront dès lors à mort. Jin parvient en finale, où il affronte le tenant du titre, Bryan Fury, un cyborg. Jin le tue en lui brisant le cou avec un coup de genoux qu'il lance depuis le haut d'un rocher composant l'arène.
Immédiatement après, Kazuya le défie, armé de deux hachettes. Jin ne doit la victoire qu’à une diversion de Christie, mais il refuse de tuer son père, préférant quitter l’arène et son avenir glorieux, sans réaliser la pleine mesure de ses actes. Jin annonce à son père que la malédiction de la famille Mishima ne le concerne pas.
Après le générique de fin, on apprend que Kazuya Mishima a survécu à ses blessures, et que Heihachi Mishima est encore vivant.

## Fiche technique
- Réalisateur : Dwight H. Little
- Scénaristes : Alan B. McElroy, Mike Werb, Michael Colleary
- Musique : John Hunter
- Producteurs : Benedict Carver, Steven Paul, Iddo Lampton Enochs
- Pays d'origine :  États-Unis,  Japon
- Langue : anglais
- Lieux de tournage : États-Unis, Chine, Japon
- Durée : 92 minutes
- Budget : 35 000 000 $
- Lors de sa sortie DVD, le film a été interdit aux moins de 12 ans.

## Distribution
- Jon Foo (VF : Emmanuel Garijo) : Jin Kazama
- Ian Anthony Dale (VF : Antoine Nouel) : Kazuya Mishima
- Cary-Hiroyuki Tagawa (VF : Lionel Henry) : Heihachi Mishima
- Kelly Overton (VF : Barbara Beretta) : Christie Monteiro
- Luke Goss (VF : Pierre-François Pistorio) : Steve Fox
- Cung Le : Marshall Law
- Gary Daniels (VF : Patrick Béthune) : Bryan Fury
- Candice Hillebrand (VF : Laura Préjean) : Nina Williams
- Marian Zapico : Anna Williams
- Darrin Dewitt Henson (VF : Daniel Lobé): Raven
- Lateef Crowder : Eddy Gordo
- Tamlyn Tomita : Jun Kazama
- Gary Ray Stearns : Yoshimitsu
- Anton Kasabov : Sergei Dragunov
- Roger Huerta (VF : Ludovic Baugin) : Miguel Caballero Rojo
- Mircea Monroe : Kara, la petite amie de Jin
- John Pyper-Ferguson (VF : Emmanuel Karsen): Bonner
- ????? (VF : José Luccioni) : annonceur des combats

## Commentaire
Le film est une libre adaptation de la franchise Tekken, remaniant le scenario et recréant la relation qu’entretiennent certains personnages entre eux.
Sur un budget de production avoisinant les 40 millions de dollars, le film en a récupéré à peine plus de 900 000 $ sur son exploitation mondiale. On remarque d’ailleurs l’absence de la plupart des protagonistes dont Ling Xiaoyu, Hwoarang, Asuka Kazama, Michelle Chang, Julia Chang, Kunimitsu, Paul Phoenix et King. En plus de se solder par un cuisant échec commercial, cette adaptation a été totalement désavouée par le créateur du jeu original.
Le film a eu une suite, Tekken 2: Kazuya's Revenge, sortie le 6 août 2014.